# Lijst van gegevensherstelprogramma's
Dit is een lijst van gegevensherstelsoftware:
- Knoppix - een Linux-live-cd die handige gereedschappen voor dataherstel bevat.
- SystemRescueCd - een op Gentoo gebaseerde live-cd, handig om een systeem dat niet opstart te herstellen en gegevens terughalen na een systeemcrash.
- PhotoRec - een open-source-consoleprogramma gebruikt om bestanden te herstellen.
- Recuva - een gratis dataherstelprogramma voor Windows 98 en hoger.
- R-Linux - een gratis Windowsprogramma dat verloren bestanden van Linux-partities herstelt.
- R-Studio - een commercieel softwarepakket voor dataherstel.
- Zero Assumption Recovery - een commercieel programma om data te herstellen.
- ReclaiMe File Recovery (commercieel) Ondersteuning voor Windows, Linux and Apple Mac bestandssystemen.